# Fernando Cruz Pimentel
Fernando Cruz Pimentel  (Avaré, SP, 24 de maio de 1927 — Avaré, SP, 02 de janeiro de 2017) foi um político brasileiro.

## Biografia
É considerado um dos nomes mais importantes da história de Avaré no século XX, três vezes prefeito (poucos prefeitos alcançaram esta marca no Brasil). Eleito para a chefia do executivo nos anos de 1968, 1976 e 1988, ele é o político que mais governou Avaré, um dos poucos prefeitos com três mandatos no Brasil. Cirurgião-dentista por formação, ele trocou seu consultório pela cadeira de administrador municipal. Foram 14 anos de mandato que correspondem a mais de cinco mil dias à frente à prefeitura.
O parque de exposições de Avaré leva o seu nome: "Parque de Exposições Fernando Cruz Pimentel" - (EMAPA)
Depois de fazer seus estudos primários em Avaré, Botucatu e São Paulo, cursou odontologia na Universidade Federal do Paraná, em Curitiba, fazendo pós-graduação em Policlínica geral, no Rio de Janeiro. Mais tarde, a convite de amigos, decidiu concorrer à prefeitura em 1969, iniciando uma vitoriosa carreira política.
Coronel João Cruz, seu avô, célebre chefe político local nos anos 20 e anos 30, Fernando integra uma família que tradicionalmente se dedica à política. Seu pai, Públio Pimentel, administrou o município de (Avaré) nos anos 30. Seus irmãos, Paulo Cruz Pimentel e Hélio Pimentel, também já ocuparam importantes cargos públicos. O primeiro foi deputado federal, secretário da Agricultura e governador do estado do Paraná. O segundo teve mandatos de vereador e vice-prefeito.
Em suas três gestões na prefeitura de Avaré, muitas realizações, com destaque para obras de infraestrutura urbana, como pavimentação de bairros, implantação de obras de saneamento básico, construção de escolas, postos de saúde e casas populares, além de incentivo ao setor agropecuário e à industrialização. Coube a Fernando Pimentel incluir Avaré no roteiro turístico nacional com a instalação do Camping Municipal. Também em seu governo o município ganhou as suas primeiras faculdades, através da criação da Fundação Regional Educacional de Avaré (FREA), mantenedora da Faculdade de Ciências e Letras e da Escola Superior de Educação Física.
Faleceu vítima de complicações após sofrer um AVC (Acidente Vascular Cerebral).